# کلوز
کلوز (به آلمانی: Kluse) یک شهر در آلمان است که در امسلاند واقع شده‌است. کلوز ۱٬۴۸۷ نفر جمعیت دارد.